# Premier League Malti 1986-1987
L'edizione 1986-1987 della Premier League maltese è stata la settantaduesima edizione della massima serie del campionato maltese di calcio. Il titolo è stato vinto dagli Ħamrun Spartans.

## Classifica
|   | Classifica       | G  | V  | N | P  | GF | GS | Dif | Pt |
| - | ---------------- | -- | -- | - | -- | -- | -- | --- | -- |
| 1 | Ħamrun Spartans  | 14 | 11 | 3 | 0  | 25 | 6  | +19 | 25 |
| 2 | Valletta         | 14 | 4  | 8 | 2  | 17 | 12 | +5  | 16 |
| 3 | Żurrieq          | 14 | 7  | 2 | 5  | 24 | 11 | +13 | 16 |
| 4 | Sliema Wanderers | 14 | 5  | 4 | 5  | 12 | 16 | -4  | 14 |
| 5 | Floriana         | 14 | 4  | 5 | 5  | 11 | 12 | -1  | 13 |
| 6 | Hibernians       | 14 | 5  | 3 | 6  | 12 | 17 | -5  | 13 |
| 7 | Rabat Ajax       | 14 | 4  | 4 | 6  | 21 | 13 | +8  | 12 |
| 8 | Tarxien Rainbows | 14 | 1  | 1 | 12 | 6  | 41 | -35 | 3  |

### Spareggio secondo posto
|  | Valletta | 2 – 1 | Żurrieq |  |

## Verdetti finali
- Ħamrun Spartans Campione di Malta 1986-1987
- Rabat Ajax e Tarxien Rainbows retrocesse.